# Kirche der Überführung der Reliquien des Hl. Nikolaus (Voganj)

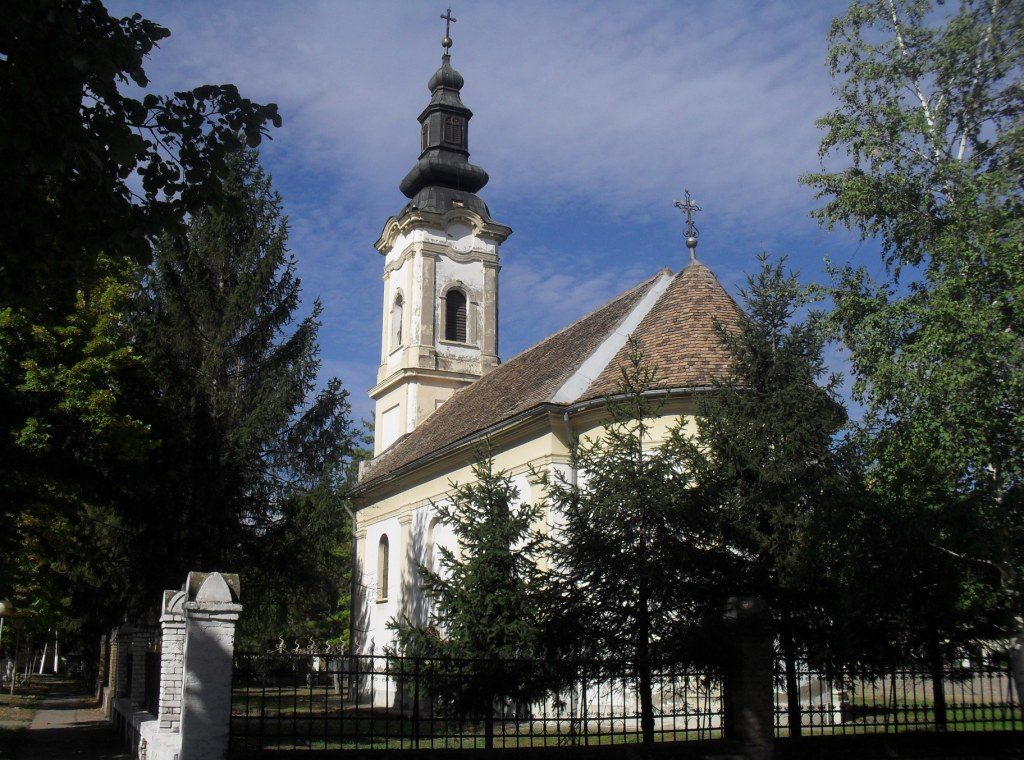
Ansicht der Kirche von Osten

Die Kirche der Überführung der Reliquien des Hl. Nikolaus (serbisch: Црква преноса моштију Светог оца Николаја, Crkva prenosa moštiju Svetog oca Nikolaja) im Dorf Voganj, in der Opština Ruma, ist eine serbisch-orthodoxe Kirche in der nordserbischen autonomen Provinz Vojvodina.
Das von 1750 bis 1756 erbaute Kirchengebäude ist der Überführung der Reliquien des Hl. Vaters Nikolaus gewidmet und ist die Pfarrkirche der Pfarrei Voganj im Dekanat Ruma der Eparchie Srem der Serbisch-Orthodoxen Kirche.
Als unbewegliches Kulturgut besitzt die Kirche den Status eines Kulturdenkmals von großer Bedeutung und steht unter staatlichem Schutz.

## Lage
Das Dorf Voganj befindet sich unweit des westlichen Stadtrandes der Gemeindehauptstadt Ruma in der Landschaft des Srem. Die Kirche steht im Dorfzentrum bei der Kreuzung der wichtigsten Ortstraßen, der Bakićeva ulica (Norden), Rumska ulica (Osten), Šašinačka ulica (Süden) und Mitrovačka ulica (Westen). Die genaue Adresse der Kirche lautet Bakićeva ulica Nr. 7.
In Nachbarschaft zur Kirche stehen die Dorfgrundschule, das Haus der lokalen Gemeinschaft mit der Dorfpost und ein kleiner Park mitsamt Kinderspielplatz und einem großen orthodoxen Gedenkkreuz. Im nördlichen Dorfgebiet steht ein zweites orthodoxes Gotteshaus. Die im 19. Jahrhundert, während der Zeit des Pfarrpriesters, Stevan Rogić, erbaute Kapelle Hl. Paraskeva von Rom, die  zu ehren der Hl. ehrwürdigen Märtyrerin Paraskeva von Rom geweiht ist. Sie wurde 1939 rekonstruiert und von 2004 bis 2005 grundlegend renoviert.
Im umzäunten und ummauerten Kirchhof mit einem Eingangstor an der Nordseite und einem Nebentor an der Westseite stehen neben der Kirche, ein Kirchenbrunnen, ein Ständer zum Kerzenentzünden, Sitzbänke und Bäume (Birken und Nadelbäume). Das zu Beginn des 20. Jahrhunderts erbaute und mehrfach renovierte Pfarrhaus steht unweit der Kirche.

## Geschichte
Die erste bekannte orthodoxe Kirche, erbaut aus Flechtwerk und Holz, wurde 1733 erwähnt. Von 1750 bis 1756 am Standort der alten Kirche wurde das heutige Gotteshaus aus festem Baumaterial erbaut. Der hohe Kirchturm wurde 1821 an die Westfassade der Kirche angebaut. Das Kirchengebäude gehört hinsichtlich seiner Bauzeit und seines Baustils zu den Barockdenkmälern des Srem.
Die barock-rokokoistischen Stilmerkmale der Kirche spiegeln sich auch in der aus Holz geschnitzten Ikonostase wider, die zu Beginn des sechsten Jahrzehnts des 18. Jahrhunderts entstand und die übliche Anordnung, der religiösen Szenenthematik der auf ihr befindlichen Ikonen, aufweist.  Auf der Thronikone von Jesus Christus sind die Jahreszahl 1761 und die Signatur des wenig bekannten Malers Aksentije Ostojić eingraviert. Auch wird angenommen, dass Ostojić ebenfalls der Autor der Wanddekoration ist, die rund ein Jahrhundert später, 1875, vom bekannten Maler Pavle Čortanović übermalt wurde, dessen Wandmalereien noch heute in der Kirche zu sehen sind.
Voganj besitzt als zweites großes Heiligtum neben der Kirche, die Kapelle Hl. Paraskeva von Rom, bei der sich eine Quelle mit heilenden Wasser befindet. Ursprünglich war die Vodica genannte Quelle, eine Trinkwasserquelle, an der Hirten Rast hielten, bis nach einem schweren Sturme ein wundersames Ereignis, in der Mitte des 19. Jahrhunderts, aus der Quelle einen Wallfahrtsort machte. Der Priester, Stevan Rogić, führte die erste Prozession mit den Dorfbewohnern zur Quelle und im Anschluss wurde das Wasser geweiht. Eine 1854 in einen Stein gehauene Gedenkinschrift soll an dieses Ereignis erinnern.
In der Kirche befinden sich ein mit Silber überzogenes Standkreuz aus dem 18. Jahrhundert, ein Sakramentshäuschen aus Holz mit einem Kruzifix sowie eine alte schmiedeeiserne Lithia mit dem Bild des Hl. Nikolaus. Im Jahr 1760 wurden Kirchenregister eingetragen, jedoch wurden schon seit 1709 kirchliche Rundprotokolle geführt.
Im Kirchhof wurden zwei jugoslawischen Partisanen beerdigt die im Zweiten Weltkrieg gefallen waren. Die Kirche wurde im sozialistischen Jugoslawien am 10. Juli 1962 zum Kulturdenkmal erklärt. Im Jahr 1985 wurde der Dachstuhl erneuert und neue Dachziegel eingebaut, die Bleche ausgetauscht und die Fassade neu gestrichen. 
Am 30. Dezember 1991 erfolgte die Kategorisierung der Kirche und das Kirchengebäude wurde zu einem Kulturdenkmal von großer Bedeutung erhoben. Das Gotteshaus steht seit 1997 unter staatlichem Schutz. Das unweit der Kirche stehende Kreuz im Zentrum des Dorfes, das zum Gedenken an die während des Tican-Aufstands Gefallenen errichtet wurde, wurde mehrmals renoviert, bis es 2009 mit Marmor verkleidet wurde.
Zu Beginn der 2010er Jahre befand sich das Gotteshaus in einem schlechten Bauzustand, am meisten beeinträchtigten die nassen Fassaden (vor allem auf der exponierten Nordseite) und das abgesunkene Dach, das äußere Erscheinungsbild der Kirche.
Mit dem Segen des Bischofs der Eparchie Srem, Vasilije, und den Bemühungen des damaligen Pfarrpriesters Aleksandar Miličević, wurde in mehreren Etappen, seit Sommer 2014 mit einer großen und umfassenden Rekonstruktion der Kirche von innen und außen begonnen. Als erstes wurde die Dachkonstruktion ausgetauscht, auch die blecherne Kirchturmhaube wurde 2016 erneuert und diese Jahreszahl ist auf der westlichen Seite der Kirchturmkappe verewigt worden.
2022 wurde die große Renovierung des Kirchengebäudes abgeschlossen. Am 25. April 2022 wurde die erneuerte Kirche der Überführung der Reliquien des Hl. Nikolaus vom Bischof Vasilije mit der Assistenz von mehreren Geistlichen und dem Dasein von vielen Gläubigen  feierlich neu eingeweiht. Nach der Einweihung der Kirche hielt Bischof Vasilije die hierarchische Liturgie in der Kirche. Auch erhielten alle Dorfbewohner, die an der Renovierung der Kirche teilgenommen hatten, persönlich vom Bischof Dankesbriefe überreicht.
Am 7. Mai 2024 hielt Bischof Vasilije mit der Assistenz mehrerer Geistlicher erneut die bischöfliche Liturgie in der Kirche.

## Architektur
Die Kirche stellt ein typisches Beispiel eines serbisch-orthodoxen Gotteshauses, aus der Zeit als dieses Gebiet dem österreichischen Kaiserreich angehörte, dar.
Das einschiffige Kirchengebäude mit einem rechteckigen Grundriss, ist mit einer etwas schmaleren halbrunden Altar-Apsis im Osten und einem Narthex mitsamt einem an die Westfassade angebauten hohen Kirchturm, den eine mehrgeschoßige Zwiebelturmkappe krönt, im Stil des Barock erbaut worden. 
Der Naos ist innen in drei Joche mit halbrunden Gewölben unterteilt. Im östlichen Joch sind die Choranbauten in die Wandbreite hineingebaut und daher von außen nicht sichtbar.
Die Fassaden sind wie folgt gegliedert: horizontal durch einen niedrigen Sockel, in den Fassadenfeldern wechseln sich halbrunde Bogenfenster und Blendnischen ab, ohne zusätzliche Verzierung. Die Fassaden werden mit einem Blendfries, einer leichten Lisenenlinie und einem kräftigen profilierten Kranzgesims abgeschlossen. Vertikal wird das Kirchengebäude durch flache Pilaster mit einfachen Kapitellen dekoriert.
Der im Westen befindliche harmonische und dreistöckige Kirchturm mit einer quadratischen Basis, ist schmaler gebaut als die Breite des Kirchenschiffs und ist mit einer charakteristischen barocken Kirchturmhaube, die eine Laterne mitsamt Kreuz an der Spitze krönt, konzipiert worden. Auch schmücken ein dekoratives Portal, profilierte Fenster (darunter ein Oculus), Blendnischen, ein Kordonkranz der zwischen den Stockwerken mit einer Reihe von Mutuli dekoriert wurde und vier Blinduhren den Kirchturm. An den Kirchturm schließt sich in Höhe des Daches ein geschwungener Giebel an.
Neben dem Haupteingang im Westen, der sich im Erdgeschoss des Kirchturms befindet, gibt es auch einen Nebeneingang an der Südfassade der Kirche. Die Kirche besitzt zwei Kirchenkreuze, eines auf der Spitze des Kirchturmes und das andere auf der Spitze der Apsis. Das Dach ist mit Ziegeln bedeckt.
Das Kircheninnere wird von der prächtigen, reich verzierten, hohen, mehrstöckigen und mehrtürigen Ikonostase mitsamt Ikonen, im Stil des Barock und des Rokoko, dominiert. Im Kircheninnenraum befinden sich zudem der Bischofsthron, Kronleuchter, Chorgestühl und Chorständer. Die Kirche verfügt über keine Empore im westlichen Kirchenschiff. Die Kirchenwände sind mit marmorimitierenden Verkleidungen, Ornamenten und Wandmalereien von Heiligen geschmückt.